# Petr Šafarčík
Petr Šafarčík (Ostrava, 13 maggio 1994) è un cestista ceco.

## Palmarès
- Campionato ceco: 3

ČEZ Nymburk: 2018-19, 2019-20, 2020-21
- Coppa della Repubblica Ceca: 2

ČEZ Nymburk: 2020, 2021